# Gian Pietro Bellori
Gian Pietro Bellori, italijanski umetnostni zgodovinar, * 1615, † 1696.
Bellori je napisal več biografij o italijanskih baročnih umetnikih 17. stoletja.